# Ben Coleman
Benjamin Coleman (Minneapolis, Minnesota, 1961. november 14. – Minneapolis, Minnesota, 2019. január 6.) amerikai profi kosárlabdázó.

## Pályafutása
A Minnesotai Egyetemen és a University of Marylanden végezte felsőfokú tanulmányait, ahol tagja volt a főiskolai kosárlabdacsapatoknak. A Chicago Bulls kiválasztotta az 1984-es NBA-draft második körében, de az NBA-ban csak az 1986–87-es szezonban mutatkozott be a New Jersey Nets csapatában. 1984 és 1986 között az olasz Stefanel Trieste játékosa volt. 1986 és 1990-ben az NBA-ben szerepelt a New Jersey Nets, a Philadelphia 76ers és a Milwaukee Bucks csapataiban.
1990 és 1993 között a spanyol Elosúa León, a Barcelona és az Argal Huesca kosárlabdázója volt. 1993-ban hazatért és CBA-ban (Continental Basketball Association) szereplő Rapid City Thrillersben játszott, majd több mint három évnyi kihagyás után a Detroit Pistonsban szerepelt utoljára az NBA-ben.
1994-ben az olasz Burghy Roma, majd 1994–95-ben a Panapesca Montecatini kosárlabdázója volt. 1996–97-ben a Sioux Falls Skyforce, 1997-ben az Omaha Racers csapataiban fejezte be az aktív kosárlabdázást.